# 科教新城
科教新城是中华人民共和国江苏省苏州市太仓市下辖的一个类似乡级单位。

## 行政区划
下辖以下地区：
群星社区、太安社区、利民社区和南郊社区。